# Slijepa ulica (priča)
Slijepa ulica (naslov originala: Blind Alley) je kratka priča pisca znanstvene fantastike Isaaca Asimova. Najprije je objavljena u časopisu Astounding Science Fiction (ožujak 1945), a kasnije je uvrštena u zbirku Rani Asimov (The Early Asimov; 1972.). Priča se smatra dijelom (četvrtim i posljednjim u nizu od tri romana i jedne kratke priče) Asimovljevog serijala o Galaktičkom carstvu.
Iako se u priči govori i o rasi inteligentnih bića koja nisu ljudskog podrijetla, ona je ipak smještena u univerzum Zaklade, u razdoblje trantorskog Galaktičkog carstva.

## Radnja
Nekoliko preostalih inteligentnih članova jedne ne-ljudske izvanzemaljske rase je uklonjeno s njihova planeta na izdisaju i premješteno na planet Cepheus-18 na kojem inače žive ljudi. Određeno je da planet bude kombinacija zoološkog vrta, laboratorija i rezervata za ta bića, te ih, bez mnogo uspjeha, proučava grupa znanstvenika koja ih ne smatra puno važnijim od životinja za eksperimente.
Civilni nadzornik (Civilian Supervisor) planeta, karijerist u carskoj administraciji, pokušava bićima poboljšati uvjete života, koristeći se svojim dobrim poznavanjem carskog birokratskog sustava. Šaljući izvještaje i potičući druge da ih šalju, on uspijeva isposlovati da dođe flota svemirskih brodova s ciljem da Cepheidi (kako se nazivaju stanovnici planeta) pruče njezin teret. Cepheidi zatim, kao što je i bila prvotna namjera, zarobe brodove i napuste galaksiju u potrazi za novim domom.

## Povijesni kontekst
Pisac korsti prenapuhan i rječit birokratski stil i frazeologiju u brojnim memorandumima koji su sastavni dio priče; rječnik se temelji na rječniku koji je u vrijeme pisanja koristila američka ratna mornarica, a u kojoj je Asimov u to doba radio.
Nedaće izvanzemaljaca u galaksiji kojom dominiraju ljudi slična je konačnoj sudbini ljudi u alternativnim budućnostima romana Kraj vječnosti. Ova priča ipak ima drukčiji kraj: Cepheidi ukradu brodove i zapute se u slobodu u Magellanove oblake.
Lik iz romana Zaklada i Zemlja imenom Golan Trevize kaže kako nijedan ljudski brod nikada nije dospio do Magellanovih oblaka, niti do Andromedine galaksije ili neke druge udaljenije galaksije. Nije nam poznato je li Asimov imao namjeru povezati te romane s ovom kratkom pričom.

## Trilogija o Drugoj Zakladi
U trilogiji o "Drugoj Zakladi" – serijalu knjiga koje nije napisao Asimov ali su u duhu njegovih djela – spominje se izvanzemaljska rasa u univerzumu Zaklade koja je zapala u slične nevolje kao i Cepheidi. Premda se ne spominje njihovo ime, spominje se važan lik u ovoj priči. Jedna od sporednih radnji u romanu Davida Brina Foundation's Triumph bavi se problemom o kojem je govor u ovoj priči.